# Спортивная сауна
Спортивная сауна (сауна-спорт, банный спорт) — соревнование, суть которого заключается в том, чтобы дольше пробыть при большой температуре в сауне.
Температура в парилке составляет 100—110 °C для мужчин, 90—100 °C для женщин. Каждые 30 секунд на каменку выливается пол-литра воды. Участникам запрещено касаться друг друга, поворачивать голову, вытирать лицо, опускать голову ниже плеч, закрывать глаза. Условия могут меняться в зависимости от конкретных соревнований.
До соревнования допускаются трезвые совершеннолетние лица, прошедшие медосмотр. За ходом соревнования должен следить врач.
Спортивная сауна традиционна для Финляндии. В финском городе Хейнола с 1999 года по 2010 ежегодно проходил чемпионат мира по спортивной сауне. В Белоруссии соревнования впервые прошли в 2002 году, в России — в 2007.